# Manila (Arkansas)
Manila est une ville de l'État américain de l'Arkansas, située dans le comté de Mississippi. Selon le recensement de 2010, sa population est de 3 342 habitants.

## Démographie
| 1910 | 1920 | 1930  | 1940  | 1950  | 1960  |
| ---- | ---- | ----- | ----- | ----- | ----- |
| 62   | 971  | 1 226 | 1 248 | 1 729 | 1 753 |

| 1970  | 1980  | 1990  | 2000  | 2010  | - |
| ----- | ----- | ----- | ----- | ----- | - |
| 1 961 | 2 553 | 2 635 | 3 055 | 3 342 | - |